# Рипаботтони
Рипаботтони (итал. Ripabottoni) —  коммуна в Италии, располагается в регионе Молизе, в провинции Кампобассо.
Население составляет 673 человека (2008 г.), плотность населения составляет 22 чел./км². Занимает площадь 31 км². Почтовый индекс — 86040. Телефонный код — 0874.

## Демография
Динамика населения:

## Администрация коммуны
- Официальный сайт: http://www.comune.ripabottoni.cb.it/